# جيني كوان
جيني كوان (بالإنجليزية: Jennie Kwan)‏ هي مغنية وممثلة أمريكية، ولدت في 9 سبتمبر 1973 بلوس أنجلوس في الولايات المتحدة.

## أعمال

### مسلسلات
- أسطورة أنج

## وصلات خارجية
- جيني كوان على موقع IMDb (الإنجليزية)
- جيني كوان على موقع تيرنر كلاسيك موفيز (الإنجليزية)
- جيني كوان على موقع أول موفي (الإنجليزية)
- جيني كوان على موقع قاعدة بيانات برودواي على الإنترنت (الإنجليزية)
- جيني كوان على موقع قاعدة بيانات الفيلم (الإنجليزية)
- جيني كوان على موقع كينوبويسك (الروسية)